# Ondara
Ondara – gmina w Hiszpanii, w prowincji Alicante, we wspólnocie autonomicznej Walencja, o powierzchni 10,41 km². W 2011 roku liczyła 6657 mieszkańców.